# Stezka pravé a levé ruky

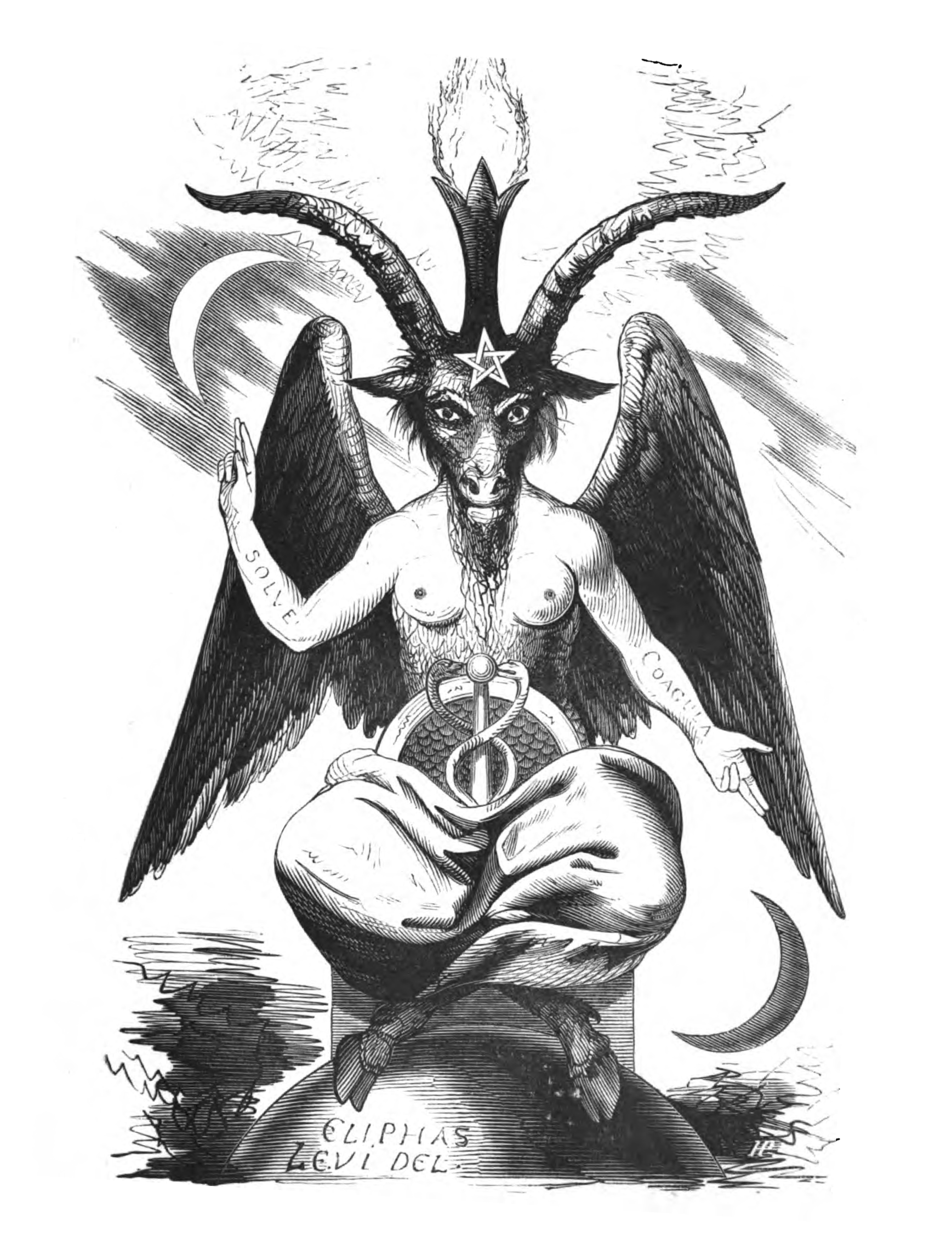
Bafomet Eliphase Léviho – jeden ze symbolů používaných následovníky stezky levé ruky

Stezka pravé ruky a stezka levé ruky představuje v západní esoterismu dichotomii mezi základními přístupy k magii. Někteří autoři a skupiny zabývajících se okultismem a ceremoniální magií ztotožňují stezku levé ruky s černou magií a černým šamanismem a stezku pravé ruky s magií bílou, jiní tuto dichotomii chápou spíše jako rozdíl přístupů, který nutně nesouvisí s morální stránkou magických aktů. K stezce levé ruky se v rámci západního esoterismu hlásí například Církev Satanova, Séthův chrám, Typhonian Order nebo Dragon Rouge.
Termíny samotné jsou převzaty ze sanskrtu, ve kterém vámáčára „stezka levé ruky“ označuje tantrické praktiky které odporují převládajícím kulturním a morálním standardům, zatímco dakšinačára „stezka pravé ruky“ označuje praktiky které jsou přijatelné pro většinovou společnost.
Helena Petrovna Blavatská, zakladatelka Theosofické společnosti, byla prvním kdo použil termín stezka levé ruky v kontextu západního esoterismu. Svoje učení chápala jako náležející k stezce pravé ruky a stezku levé ruky odsuzovala a spojovala například s homosexualitou a chápala ji jako hrozbu pro společnost.

## Přístupy
Thomas Karlsson, jeden ze zakladatelů magického řádu Dragon Rouge, rozlišuje po vzoru Alberta Brandiho, dvě formy stezky levé ruky:
- Tradice náležející k stezce levé ruky metodami a cílem: například levoruká tantra nebo klifotická a heretická kabala
- Tradice  náležející k stezce levé ruky pouze metodami, nikoliv cílem: například Petro Vúdú nebo Palo Mayombe

K první skupině Karlsson řadí i svůj řád, který také označuje za anti-náboženství. Zatímco náboženství, respektive stezku pravé ruky, chápe jako založené na souboru povinností a příkazů, které mají docílit ztraceného ideálního stavu a souladu s Bohem, stezku levé ruky chápe jako oproštění se od prvotního řádu, vyjádření svobodné vůle, osobní zodpovědnosti a získání vědomostí a moci umožňujících mu vládu nad světem. Od hermetismu, jehož cíle se mohou podobat, se podle Karlssona tato stezka odlišuje oslavováním temných a revolucionářských božstev a bytostí jako Lucifer, Loki, Kálí, Hekaté, Prométheus, Azazel nebo padlí andělé. Definuje ji též antinomismus – odvrhnutím kulturních, náboženských a především existenciálních tabu, včetně smrti.
Stephen E. Flowers, runolog a jeden ze zakladatelů Ring of Troth, spojuje stezku pravé ruky s objektivním vesmírem , zatímco stezku levé ruky s vesmírem subjektivním. Zatímco objektivní či přirozený vesmír, Flowersem ztotožňovaný s přírodou i Bohem abrahámovských náboženství, je ovládán přírodními zákony, vesmír subjektivní, vlastní každé vnímající bytosti, je těchto zákonů oproštěn. Za prvotní formu duše vnímajících bytostí tvořících svůj vlastní vesmír označuje „Knížete temnot“, konečné božstvo následovníků stezky levé ruky a vyjádření bytostného Já. Zatímco tak většina duchovní tradic se snaží dosáhnout jednoty s Přírodou či Bohem, tak následovníci tradic stezky levé ruky se snaží dosáhnout nezávislé existence na božské úrovni prostřednictvím trvalého oddělení od objektivní reality. První jmenované označuje jako teocentrické, druhé jako psychécentrické. Následovníka stezky levé ruky definuje jako osobu usilující o trvalou, nezávislou, osvícenou a všemocnou existenci, přičemž prostředkem je mu následující:
- Sebezbožštění
- Individualismus
- Iniciace – osvícení a moc získávaná postupně skrze vůli mága, nikoliv skrze kontakt s božským
- Magie – užívání vlastní vůle k uskutečnění svých cílů
- Antinomismus – odvrhnutí kulturních norem a jejich převrácení